# Nadir-Krater

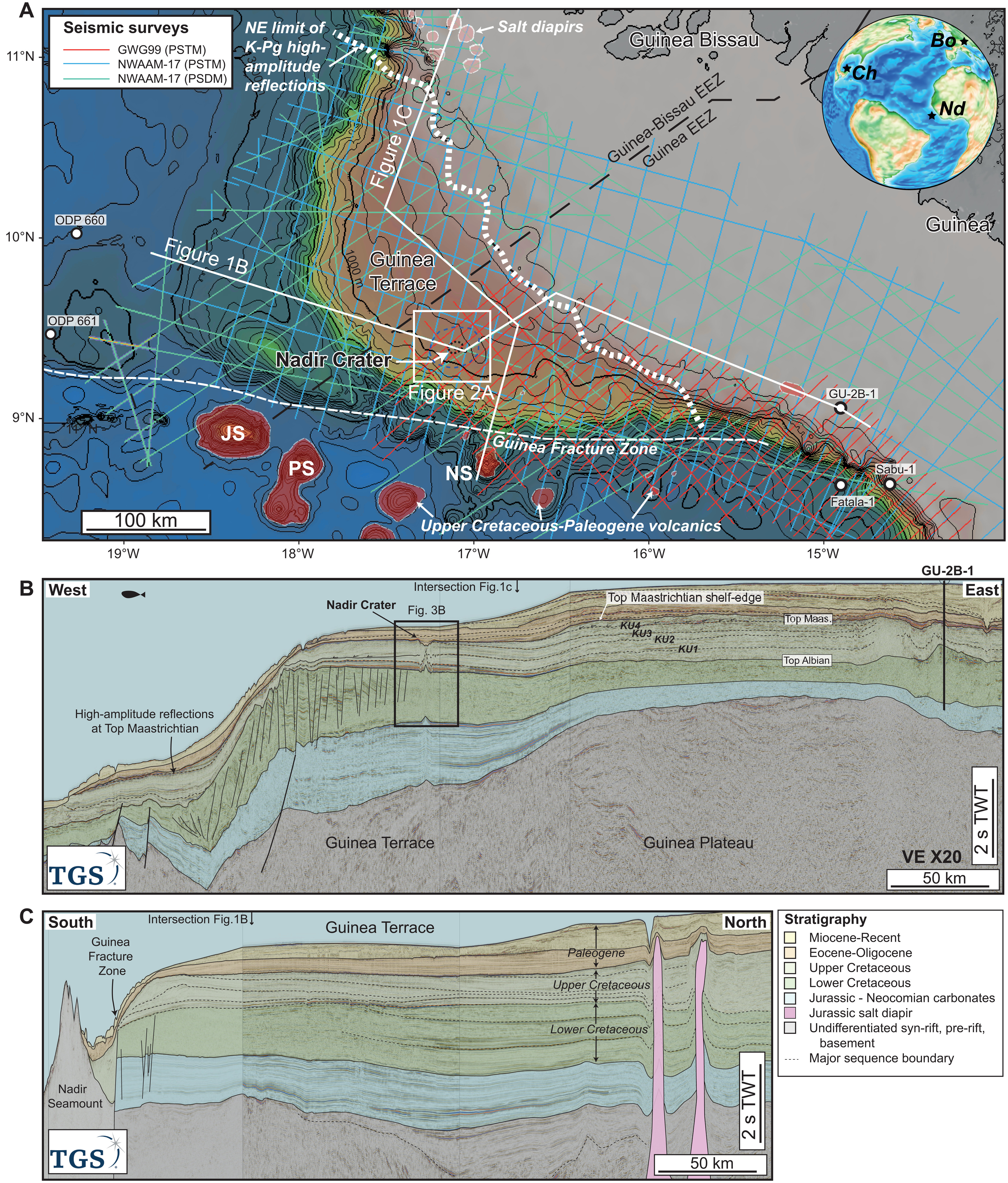
Karte und regionale seismische Abschnitte zeigen die Lage des Nadir-Kraters

Der Nadir-Krater ist ein vergrabener Einschlagkrater auf dem Guinea-Plateau im Atlantischen Ozean, 400 km vor der Küste Guineas. Die Struktur ist nach dem 100 km südlich gelegenen Nadir Seamount benannt. Der Artikel, der die Entdeckung der Struktur bekannt gab, wurde 2022 in „Science Advances“ veröffentlicht, wobei der Einschlag im Jahr 2024 bestätigt wurde. Der Krater hat einen Durchmesser von etwa 9,2 km und entstand vor etwa 66 Millionen Jahren, nahe der Kreide-Paläogen-Grenze, als ein kleiner Asteroid den Meeresboden traf.

## Impaktereignis
Der Krater weist alle Merkmale eines Impaktkraters auf: ein angemessenes Verhältnis von Breite zu Tiefe, die Höhe der Ränder und die Höhe der zentralen Hebung. Er entstand an oder nahe der Kreide-Paläogen-Grenze vor etwa 66 Millionen Jahren, etwa zeitgleich mit dem Chicxulub-Krater. Numerische Simulation der Kraterbildung deutete auf einen Meereseinschlag eines ≥400 m großen Asteroiden in einer Tiefe von etwa 800 Metern hin. Er hätte einen Feuerball mit einem Radius von >5 km erzeugt, sofortige Verdampfung von Wasser und Sediment in Meeresnähe, bis zu 1 km hohe Tsunami-Wellen um den Krater herum und erhebliche Mengen an Treibhausgasen aus oberflächennahen Schwarzschiefer-Lagerstätten freigesetzt. Ein Erdbeben der Stärke 6,5–7,0 wäre ebenfalls verursacht worden. Die geschätzte Energiemenge hätte bei etwa 2×1019 Joule (5 Gigatonnen TNT) gelegen.
Im Jahr 2024 bestätigte eine detaillierte seismische Datenanalyse (insbesondere mittels Reflexionsseismik) den Einschlagsort der Struktur zweifelsfrei.
Um das Alter des Kraters, dessen Unsicherheit derzeit bei etwa einer Million Jahren liegt, genauer und genauer zu bestimmen, ist die Bohrung von Bohrkernen aus dem Krater und die Untersuchung von Mineralien aus dem Kraterboden von entscheidender Bedeutung und wurde vorgeschlagen.

## Impaktor
Der Impaktor hat einen geschätzten Durchmesser von etwa 400 Metern, was in etwa der Größe des Asteroiden Bennu entspricht. Die Autoren der Studie spekulierten, dass es sich möglicherweise um einen Teil eines Doppelasteroiden mit dem Chicxulub-Impaktkörper oder Teil eines Einschlagsclusters, aber es ist auch wahrscheinlich, dass es keinen Zusammenhang gibt. Einschläge ähnlicher Größe wie Nadir ereignen sich durchschnittlich alle 50.000 bis 100.000 Jahre.